# دانيال ليون (لاعب كرة قدم)
دانيال ليون هو لاعب كرة قدم إيطالي، ولد في 3 يونيو 1993، وتوفي في 3 أكتوبر 2021.